# Tmesisternus habbemanus
Tmesisternus habbemanus là một loài bọ cánh cứng trong họ Cerambycidae.